# Union des démocrates européens
L'Union des démocrates européens (en polonais : Unia Europejskich Demokratów - UED) est un parti politique social-libéral polonais, classé du centre gauche au centre droit de l’échiquier politique.

## Historique
L'UED est formée le 12 novembre 2016 par la fusion du Parti démocrate avec l'association « Démocrates européens » (pl) constituée par des dissidents de la Plate-forme civique.
Pour les élections européennes de 2019, l'UED est membre de la Coalition européenne (en) (KE), qui rassemble les partis d'opposition du centre et de la gauche sociale-démocrate, sauf Wiosna et La Gauche ensemble. Aucun candidat de l'UED n'est élu.
Lors des élections législatives de 2019, l’Union des démocrates européens est l’une des composantes de la Coalition polonaise menée par le Parti paysan polonais. Elle a deux élus : Jacek Protasiewicz à la Diète, et Michał Kamiński au Sénat, dont celui-ci devient vice-président.
Pour les élections de 2023, l'UED fait partie du bloc Troisième voie, comme les autres organisations constituantes de la Coalition polonaise.